# Adega (Pedrógão Grande)
Adega era, em 1747, uma aldeia portuguesa da freguesia de Nossa Senhora da Graça, termo da vila de Pedrógão Grande, Comarca de Tomar, Arcediago de Penela, Bispado de Coimbra, Província da Beira Baixa. Nos limites desta aldeia, fora do povoado, a pouca distância em um monte, há uma ermida da invocação de Nossa Senhora das Brotas.